# Nick Willis
Ian Nicholas Willis MNZM (Lower Hutt, Nueva Zelanda, 25 de abril de 1983) es un corredor de media distancia de Nueva Zelanda . Ganó la medalla de plata en los 1500 metros en los Juegos Olímpicos de 2008 en Pekín, con un tiempo de 3:34.16. Él fue medallista de oro en los 1500 metros en los Juegos de la Mancomunidad de 2006 en Melbourne y medallista de bronce en la Juegos de la Mancomunidad de 2010. Él fue el primer atleta de Nueva Zelanda en ganar los 1500 metros en los Juegos de la Mancomunidad(aunque Peter Snell y Jack Lovelock, ambos han ganado el oro en una milla en los juegos del Imperio británico y los Juegos de la Mancomunidad).

## Vida personal
Willis nació en Lower Hutt, Nueva Zelanda, donde se crio con su hermano y su hermana. Asistió al Hutt Valley High School y después en secundaria obtuvo una beca deportiva en la Universidad de Míchigan en los Estados Unidos. Su hermano, Steve Willis, es también un atleta.
Se comprometió con su novia, Sierra Boucher. Se casaron cinco meses después, el 30 de septiembre de 2007 y actualmente reside en Ann Arbor, Míchigan.

## Carrera
En 2005, el Golden League en París, Francia,  rompió el récord nacional de John Walker en 1500. Luego ganó una medalla de oro en los Juegos de la Commonwealth 2006, que terminó en 3:38.49, y dos colocaciones por primera vez en el New Zealand Track y Field Championships en el 2006, con un tiempo de 3:50.77 de minutos, y 2008, llegando también el que corrió en 3:44.46 minutos. Su ranking mundial de la IAAF fue décimo sexto, en mayo de 2007.

### Año 2008
Willis ganó la medalla de plata en 1500 los 2008 Juegos Olímpicos de Verano. En un principio se quedó en tercer lugar, pero la descalificación definitiva de Rashid Ramzi debido a una prueba de drogas positiva vio medalla de bronce convertida en una de plata, que recibió en 2011.
Fue segundo en la  semifinal de 1500 metros donde tuvo que luchar durante su camino con Arturo Casado por la primera posición. Willis terminó quinto en la semifinal con un tiempo de 3:37.54.
En la final Willis se quedó en la parte trasera del pelotón de corredores para la mayor parte de la carrera. Se encontró en el 6 º lugar con 200 metros por recorrer. A lo largo de la recta que pasa tres corredores, la celebración de Baala en la línea de reclamar la medalla de bronce en 3:34.16. Con la descalificación el 18 de noviembre de 2009 de aspirantes como Ramzi debido a una prueba de drogas positiva, esa medalla estado pasó a ser una medalla de plata. 
Como conclusión de su temporada 2008, Willis ganó la carrera de la Quinta Avenida Mile de Nueva York, derrotando dos veces campeón del mundo Bernard Lagat de los Estados Unidos en 0,1 segundos. Willis fue el segundo de Nueva Zelanda en ganar la carrera desde que lo hiciera John Walker en 1984.

### Año 2010
Durante el año 2010, Willis se sometió a una cirugía de rodilla. Se quedó en quinto lugar en la carrera Mile Fifth Avenue y como defensor del título en los 1500 metros que conducía a su forma los Juegos de la Commonwealth 2010 no fue su mejor momento. Se las arregló para ganar la medalla de bronce en el evento.

### Año 2011
Willis no recibió su medalla de plata olímpica 2008 hasta el 26 de febrero de 2011. La presentación estaba prevista originalmente para un International Track Meet en Christchurch, pero el terremoto del 22 ese evento se vio cancelado. En su lugar, Willis recibió su medalla en una pista de recaudación de fondos organizada en respuesta a lo sucedido con el terremoto y se realiza en Newtown Park, de Wellington. Fue presentado por un miembro del Comité Olímpico Internacional.

### Año 2012
En julio de 2012 estableció el récord de Oceanía en 1500 con una carrera de 3:30.35 en la Liga Diamante Mónaco Herculis.  Él obtuvo el tercer lugar en la carrera, con este tiempo también marca una mejora de su propio récord de Nueva Zelanda.
El 27 de julio fue nombrado oficialmente en el abanderado olímpico de Nueva Zelanda en Londres 2012. Willis era el corredor más viejo en llegar a la final de los 1.500 metros, en la que se colocan noveno .

## Mejores tiempos personales
| Distance | Time       | Place          | Date |
| -------- | ---------- | -------------- | ---- |
| 800 m    | 1:45.54    | Heusden-Zolder | 2004 |
| 1000 m   | 2:16.58    | Linz           | 2012 |
| 1500 m   | 3:29:66 AR | Mónaco         | 2015 |
| Mile     | 3:50.66    | Eugene, OR     | 2008 |
| 3000 m   | 7:45.97    | Lausanne       | 2005 |
| 5000 m   | 13:27.54   | Sacramento, CA | 2005 |